# A63 (Groot-Brittannië)
De A63 is een 93 km lange hoofdverkeersweg in Engeland.
De weg verbindt Leeds via Selby en Howden met Kingston upon Hull.

## Hoofdbestemmingen
- Selby
- Howden
- Kingston upon Hull